# Banyuls (wijn)

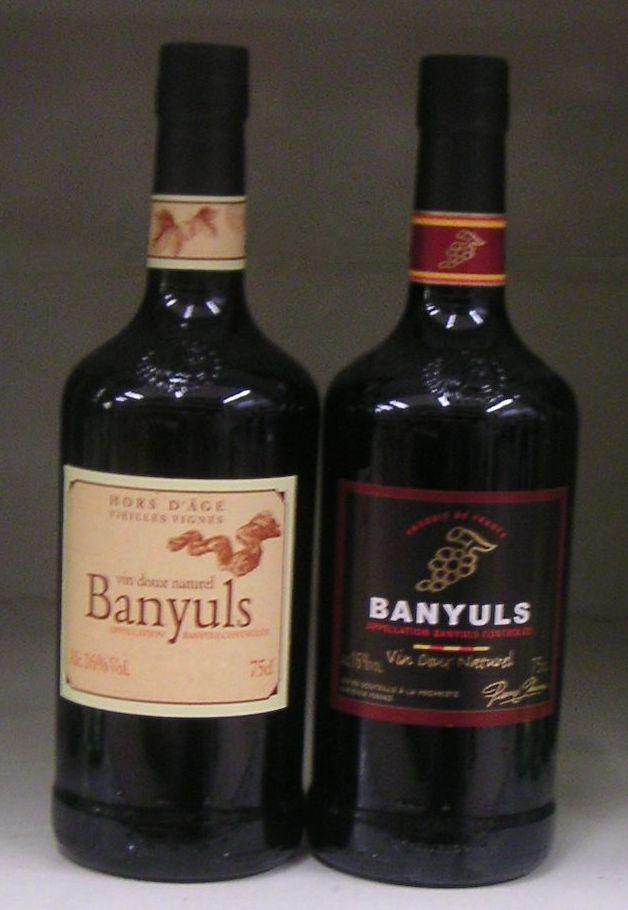
Banyuls

Banyuls is een versterkte Franse wijn afkomstig uit Roussillon. In het Frans wordt dit een vin doux naturel genoemd.

## Variëteiten
Deze versterkte zoete wijn wordt gemaakt in rood, maar ook in wit en rosé.

## Kwaliteitsaanduiding
Banyuls en banyuls grand cru kregen in 1972 beide hun AOC-status.

## Herkomstgebied

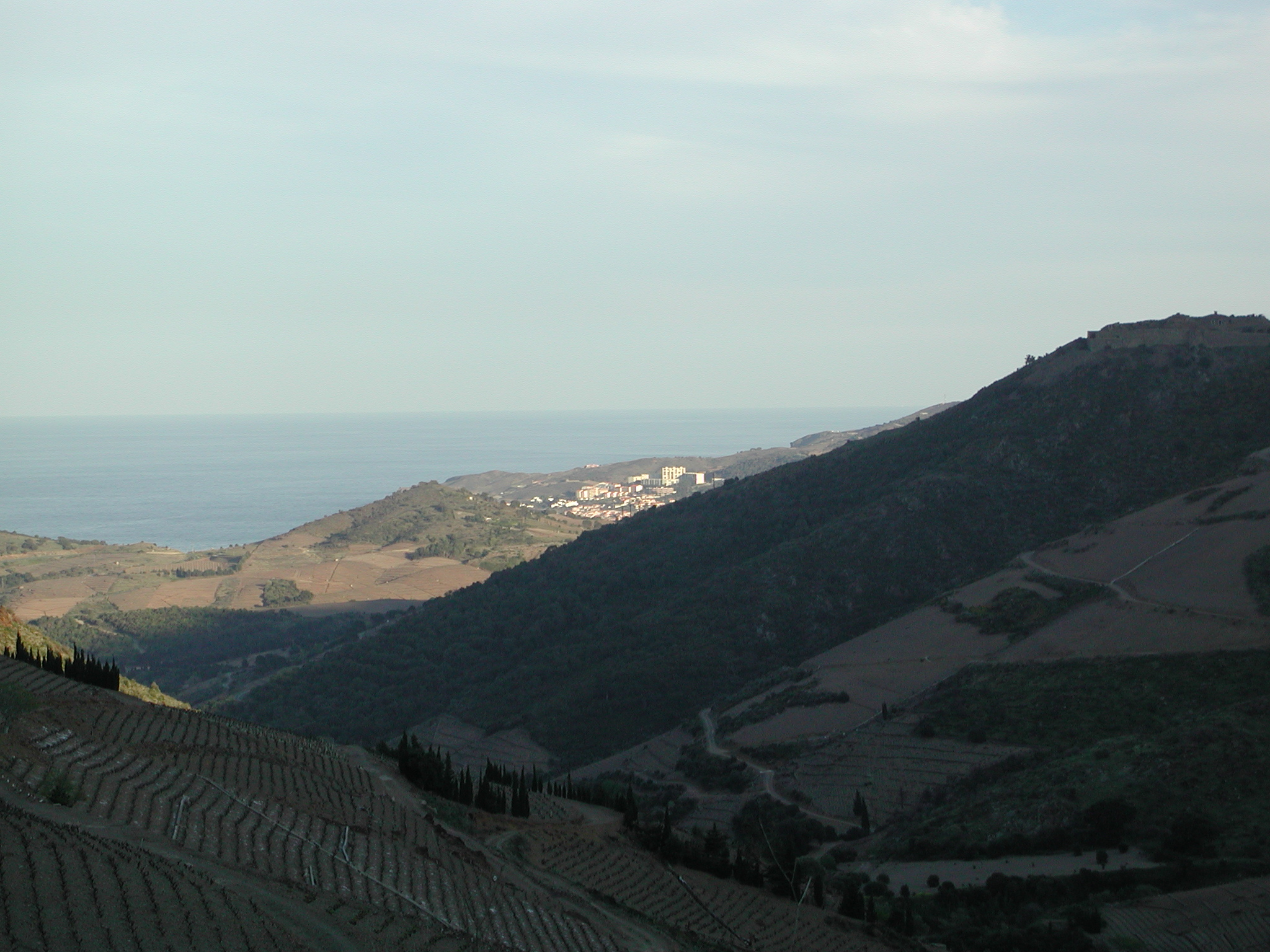
De wijngaarden van Banyuls nabij de Middellandse Zee

- Omvat 86 dorpen in het departement Pyrénées-Orientales en 9 in Aude
- Franse gemeenten Banyuls-sur-Mer, Cerbère, Port-Vendres en Collioure.

## Terroir
Het karakter van de wijn wordt mede bepaald door de ligging van het herkomstgebied in het oostelijkste deel van de Pyreneeën, grenzend aan de Middellandse Zee, waar de bodem bruine leisteen bevat. De wijngaarden zijn gelegen tegen de soms steile hellingen of op met kleine keermuren opgebouwde, smalle terrassen. Hun slechte toegankelijkheid en de verstedelijking in het gebied zijn oorzaken van de vermindering van het wijnbouwareaal.

## Toegestane druivensoorten
Grenache noir is voor de productie het belangrijkste druivenras. Daarnaast worden ook druiven gebruikt van de rassen grenache gris en blanc, maccabéo, tourbat, muscat blanc à petits grains en muskaatdruif. In geringe mate worden druiven gebruikt van de rassen carignan noir, cinsault en syrah.

## Vinificatie
- Tijdens het gisten van de most wordt, door toevoeging van alcohol, het alcoholgehalte zover verhoogd, dat de gistcellen afsterven. Dit wordt wel aanzetten of versterken genoemd. Het gistingsproces stopt hierdoor voordat alle suikers vergist zijn. De niet vergiste suikers maken de wijn zoet. Bij het wijn maken wordt onder andere gebruikgemaakt van grote mandflessen, die in de open lucht neergezet worden.
- Banyuls moet in ieder geval rijpen tot september van het jaar ná de oogst van de druiven.
- Om het predicaat grand cru te mogen voeren, moet hij ten minste dertig maanden op houten vaten gerijpt zijn.[1]
- Net als andere wijnen bevat banyuls in de regel sulfieten die intolerantieverschijnselen kunnen geven.[2]

## Kenmerken
Geur en smaak van Banyuls doen denken aan die van pruimencompote en cacao.

## Opbrengst en productie
- Areaal is 4.371 ha.
- Opbrengst mag maximaal 30 hl/ha bedragen.
- Productie bedraagt 127.733 hl.

## Producenten
Bij de productie van banyuls waren in 2005 zeker 714 wijnbouwers en 34 wijnmakerijen betrokken.